# FIAT 6605 TM69
Fiat 6605 TM 69 (Trattore Medio, střední tahač) je italský sedmitunový nákladní automobil, který v praxi plní především roli dělostřeleckého tahače pro kanóny nebo houfnice jako jsou například typy FH-70 (těžké polní dělo) nebo 203/25 (těžké dělo). Italská armáda do výzbroje zařadila 164 exemplářů.
Je poháněn šestiválcovým vznětovým motorem Fiat Modello 8212.02.500 o objemu 13 798 cm³ s výkonem 260 koní a podvozkem 6×6. Dosahuje maximální rychlosti 91 km/h při dojezdu 700 km a disponuje schopností brodění do hloubky 1,5 m.
Má dlouhou kabinu, ve které sedí jak řidič, tak obsluha děla. Dělostřelecké granáty, nábojky a ostatní zásoby jsou z bezpečnostních důvodů uchovávány v oddělených oddílech. Vozidlo může být alternativně použito pro přepravu osob a kromě  11 vojáků v kabině tak na ložné ploše převážet až 21 vojáků. Mezi hlavní varianty patří vozidlo specializované výhradně pro přepravu nákladů vybavené hydraulickým jeřábem za kabinou a opravárenské vozidlo vybavené teleskopickým jeřábem a stabilizačními opěrami.
Byl exportován do Libye a Somálska.